# John Norum
John Terry Norum, norveški kitarist, * 23. februar 1964, Vardø, Norveška. 
Znan je kot rockovski kitarist in ustanovitelj švedske rock skupine Europe, vzporedno z udejstvovanjem v skupini pa deluje tudi kot samostojni glasbenik.

## Glasbena kariera
V letih svojega delovanja je po začasnem odhodu iz skupine Europe leta 1986 izdal 7 samostojnih albumov, igral v skupinah Dokken in Eddie Meduza & The Roaring Cadillacs ter sodeloval z velikimi imeni svetovne rock scene, kot so Don Dokken, Glenn Hughes, Kelly Keeling, Peter Baltes, Simon Wright in Göran Edman.
John Norum je po mnenju mnogih eden najkvalitetnejših, a tudi najbolj podcenjenih kitaristov na svetovni glasbeni sceni.
Na njegov način igranja sta močno vplivala Gary Moore in Michael Schenker, zato nosi v sebi bluesovsko noto. Poleg tega sta zanj značilna popolna predanost glasbi in zbranost, ki sta porok za njegovo nezmotljivost in dovršen kitarski zvok.

## Zasebno življenje
Med svojim prebivanjem v ZDA se je leta 1995 poročil z Michelle Meldrum, rock kitaristko in ustanoviteljico ženske hardrock skupine Phantom Blue in švedske metal zasedbe Meldrum. Septembra 2004 se jima je rodil sin Jake Thomas. Michelle Meldrum je maja leta 2008 preminila za posledicami možganskega tumorja. Z drugo ženo Camillo ima sina Jima in hčerko Celine.
John Norum je starejši brat norveške pevke Tone Norum.

## Diskografija
Europe
- Europe (1983)
- Wings of Tomorrow (1984)
- The Final Countdown (1986)
- Start from the Dark (2004)
- Secret Society (2006)
- Last Look at Eden (2009)
- Bag of Bones (2012)
- War of kings (2015)
- Walk This Earth (2017)

Eddie Meduza
- Eddie Meduza & the Roaring Cadillacs (1979)
- The Eddie Meduza Rock 'n' Roll Show (1979)
- Dåren É Lös! - The Roaring Cadillac's Live (1983)
- West A Fool Away (1984)

Solo albumi
- Total Control (1987)
- Face the Truth (1992)
- Another Destination (1995)
- Worlds Away (1996)
- Slipped into Tomorrow (1999)
- Optimus (2005)
- Play Yard Blues (2010)

Don Dokken
- Up from the Ashes (1990)

Dokken
- Long Way Home (2002)